# Веремиевка (Херсонская область)
Веремиевка (укр. Вереміївка) — село в Высокопольской поселковой общине Бериславского района Херсонской области Украины.
Почтовый индекс — 74042. Телефонный код — 5535. Код КОАТУУ — 6521882502.

## Население
Население по переписи 2001 года составляло 31 человек.

### Языковой состав
Родной язык населения по данным переписи 2001 года:
| Язык        | Численность, чел. | Доля     |
| ----------- | ----------------- | -------- |
| Украинский  | 28                | 90,32 %  |
| Молдавский  | 2                 | 6,45 %   |
| Белорусский | 1                 | 3,23 %   |
| Итого       | 31                | 100,00 % |